# Katagogéion d'Épidaure
Le Katagogéion (grec ancien : καταγωγεῖον) ou Katagogion (καταγώγιον) d’Épidaure, appelé aussi Xénion (ξένιον, « logement des étrangers »), est un édifice faisant partie du sanctuaire d’Asclépios à Épidaure, en Argolide dans le dème d’Épidaure en Grèce.

## Étymologie
Katagogéion (grec ancien : καταγώγιον) dérive de κατάγω (katágo) signifiant « lieu où l’on peut descendre, lieu de halte, taverne ou auberge ». 

## Fonction du bâtiment
Le bâtiment accueillait les pèlerins qui venaient au Sanctuaire. Il comptait environ 160 chambres.

## Description
Le bâtiment carré mesure 75 m de côté. Il est divisé en quatre cours entourée de portiques. Il y avait probablement un étage.

## Quelques vues du bâtiment

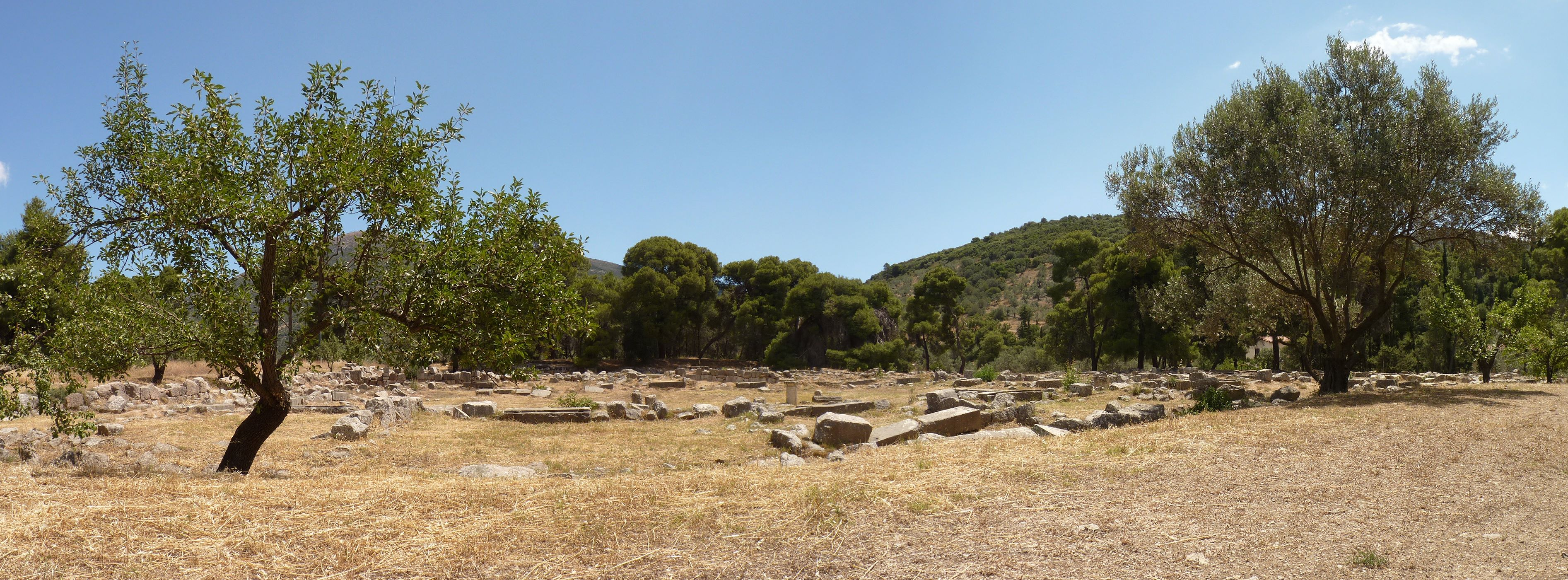
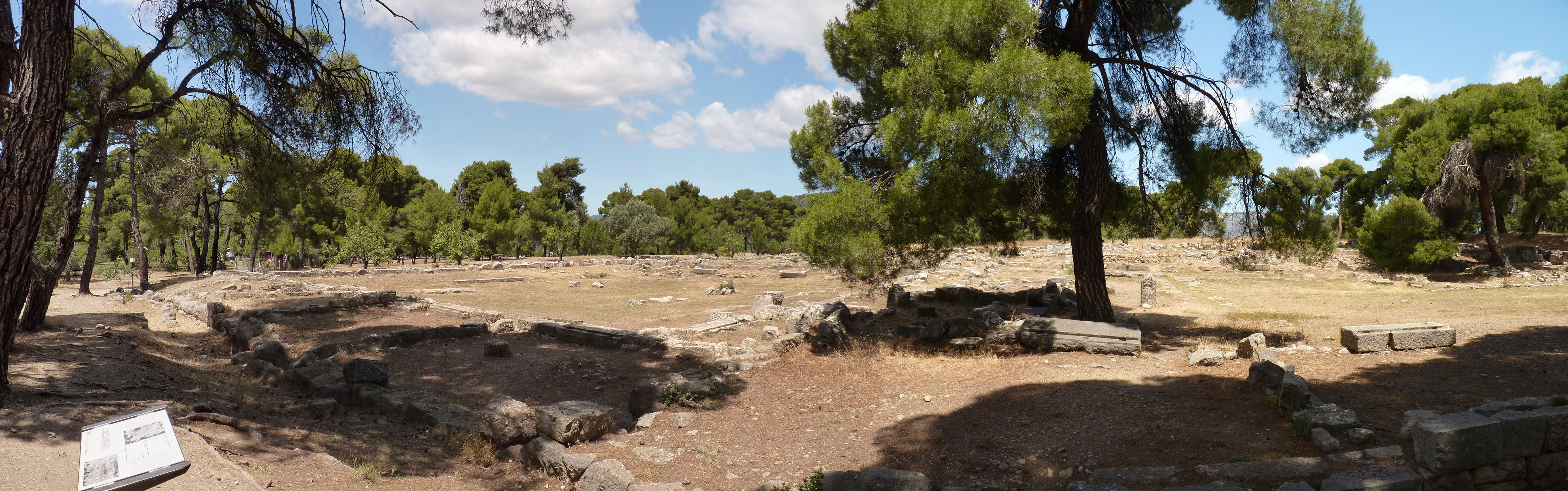